# Grand Prix Jef Scherens 1985
La 21e édition du Grand Prix Jef Scherens a eu lieu le 15 septembre 1985. Elle a été remportée par le Belge Jozef Lieckens.

## Classement final
Jozef Lieckens remporte la course en parcourant les 232 km en 6 h 10 min 0 s à la vitesse moyenne de 37,621 km/h.
| Classement final | Classement final    | Classement final | Classement final                      | Classement final  |
|                  | Coureur             | Pays             | Équipe                                | Temps             |
| ---------------- | ------------------- | ---------------- | ------------------------------------- | ----------------- |
| 1er              | Jozef Lieckens      | Belgique         | Lotto-Merckx-Campagnolo-Vermarc Sport | en 6 h 10 min 0 s |
| 2e               | Willem Wijnant      | Belgique         | Tonissteiner-Torhout Werchter-Basf    |                   |
| 3e               | Gery Verlinden      | Belgique         | Verandalux-Dries-Rossin-Nissan        | + 5 s             |
| 4e               | Eric McKenzie       | Nouvelle-Zélande | Lotto-Merckx-Campagnolo-Vermarc Sport |                   |
| 5e               | Ronny Van Holen     | Belgique         | Safir-Van de Ven-Colnago              |                   |
| 6e               | Willem Van Eynde    | Belgique         | Lotto-Merckx-Campagnolo-Vermarc Sport |                   |
| 7e               | Luc Desmet          | Belgique         | Teve Blad-Perlav-Merckx               |                   |
| 8e               | Jan Wijnants        | Belgique         | Tonissteiner-Torhout Werchter-Basf    |                   |
| 9e               | Yves Godimus        | Belgique         | Lotto-Merckx-Campagnolo-Vermarc Sport |                   |
| 10e              | Patrick Verschueren | Belgique         | Safir-Van de Ven-Colnago              |                   |
| modifier         |                     |                  |                                       |                   |